# Козловский, Борис Юрьевич
Бори́с Ю́рьевич Козло́вский (8 сентября 1892, Москва — апрель 1953, Пермь) — советский геолог, геофизик, гравиметрист, один из основателей специальности «Геофизика» в Пермском университете (1951—1953). Представитель рода Пушкиных.

## Биография
Борис Козловский — представитель княжеского рода Козловских, сын генерала царской армии. В мае 1917 года закончил физико-математический факультет Петроградского университета, после того, как дважды исключался за участие в революционной деятельности.
Проработав некоторое время при кафедре астрономии и геодезии университета, Козловский перешёл на службу в Главное гидрографическое управление, в отдел обеспечения безопасности кораблевождения по Балтийскому морю, сотрудником которого оставался с 1920 по 1933 год. 13 лет был редактором «Астрономического ежегодника», выполнял маятниковые съёмки на Новой Земле, разрабатывал методологию гравиметрической разведки месторождений. С 1932 по 1933 год возглавлял геофизическое бюро Нефтяного геологоразведочного института.
После преобразования геофизического сектора Нефтяного геологоразведочного института в г. Москве во Всесоюзную контору геофизических разведок Борис Юрьевич был переведен на ту же должность во вновь созданную организацию. После переезда в Москву Козловский по приглашению Л. В. Сорокина в 1933—1934 годах вёл преподавательскую работу в МГРИ на кафедре прикладной геофизики преподавателем гравиразведки. Также выполнял гравиразведку в районе Чибью (с 1939 г. Ухта).
В декабре 1934 года арестован, осуждён ОСО НКВД по ст.58, п.10 УК РСФСР и приговорён к пяти годам лишения свободы в исправительно-трудовых лагерях. В качестве заключённого продолжал вести грависъёмки в районе Чибью. Освобождён досрочно. Перед освобождением его характеризовали как «весьма крупного специалиста по гравиметрии», что сопровождалось просьбой о его оставлении в системе ГУЛАГа в качестве вольнонаёмного работника. После освобождения Козловский занял должность начальника гравиметрической службы геолого-топографического отдела Ухтпечлага. В 1940 году, уволившись по собственному желанию, покинул Ухту. Работал в Оренбурге, а затем (с 1943 года) в Перми, главным инженером геофизической партии в тресте «Кизелуглеразведка».
После окончания Великой Отечественной войны награждён медалью «За доблестный труд в Великой Отечественной войне», что позволило ему позже добиться снятия судимости. Преподавал в Кизеловском горном техникуме.
В связи с открытием специальности «Геофизика» был приглашён в Пермский университет, где читал курсы соответствующего профиля (1951-1953), став одним из основателей этой новой специальности и предвосхитив появление соответствующей кафедры. Сотрудничал с Молотовской (Пермской) конторой геофизических методов разведки.
Скончался в апреле 1953 года на 61-м году жизни. Похоронен на Егошихинском кладбище Перми.
В 2007 году на могиле Козловского, разысканной местными краеведами, установлен памятник.

## Родство с Пушкиным
Считалось, что представители рода Пушкиных никогда не жили в Перми. Однако новый заведующий кафедрой геофизики Пермского университета профессор Владимир Костицын, изучая историю кафедры, обнаружил среди преподавателей Бориса Юрьевича Козловского, который читал геофизику с 1951 по 1953 год.
Мать князя Юрия Ивановича Козловского (отца Бориса и Ольги), Мария Александровна — урождённая Пушкина. Борису Козловскому и его сестре Ольге Юрьевне Пушкинским домом была выдана справка о родстве Козловского с А. С. Пушкиным.